# Индекс мужского нижнего белья
Индекс мужского нижнего белья (анг. Men’s underwear index, сокр. MUI) — это экономический индекс, который якобы может сигнализировать о начале восстановительных процессов после экономического спада. Утверждалось, что этот показатель получил признание бывшего председателя Федеральной резервной системы Алана Гринспена.
Предполагается, что мужское нижнее бельё пользуется стабильным спросом в условиях стабильной экономики и при этом, не являясь товаром роскоши, приобретается значительным количеством семей (мужчинами и их жёнами), однако в условиях серьёзного экономического спада спрос на этот товар падает, поскольку он всё же не является продуктом первой необходимости. Это позволяет считать мужское нижнее бельё хорошим индикатором динамики потребления в целом.